# 피스프구

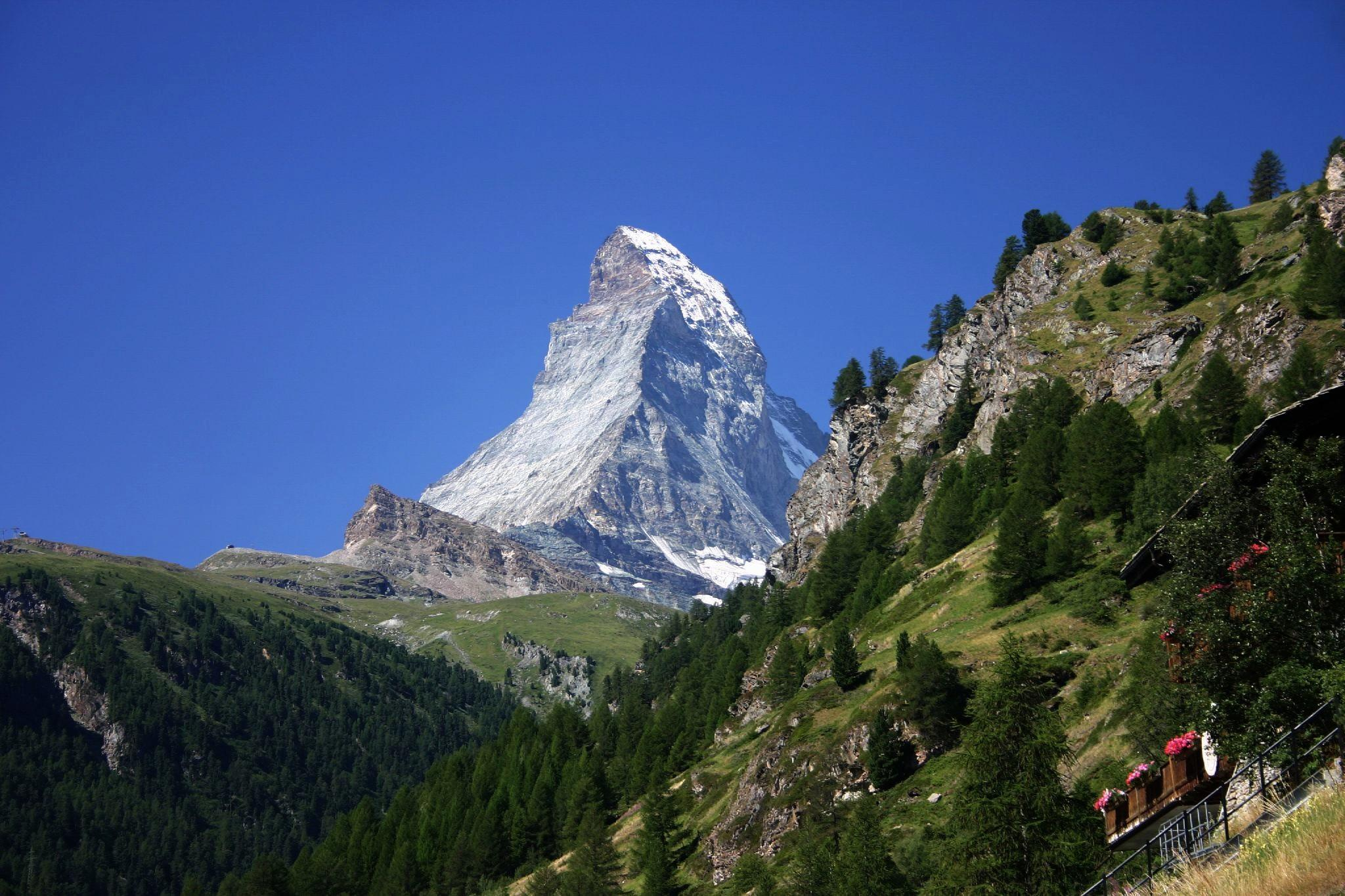

피스프구(독일어: Bezirk Visp, 프랑스어: District de Viège)는 스위스 남부 발레주에 있는 구이다. 2020년 12월 31일 기준, 인구는 28,547명이다.

## 기초 지자체
다음과 같은 지자체로 구성된다.
| 지자체           | 인구 (2017년 12월 31일) | 면적 km² |
| ---------------- | ----------------------- | -------- |
| Baltschieder     | 1,324                   | 31.44    |
| Eisten           | 197                     | 38.05    |
| Embd             | 301                     | 13.39    |
| 그레헨           | 1,293                   | 14.32    |
| 랄덴             | 669                     | 1.28     |
| 란다             | 444                     | 54.51    |
| 자스-알마겔      | 377                     | 110.22   |
| 자스-발렌        | 349                     | 30.18    |
| 자스-페          | 1,597                   | 40.6     |
| 자스-그룬트      | 1,027                   | 24.55    |
| 장크트니클라우스 | 2,227                   | 89.23    |
| 슈탈든           | 1,101                   | 10.43    |
| 슈탈든리트       | 543                     | 14.32    |
| 테쉬             | 1,295                   | 58.72    |
| 퇴르벨           | 470                     | 17.59    |
| 피스프           | 7,891                   | 13.17    |
| Visperterminen   | 1,351                   | 51.62    |
| 케네겐           | 282                     | 7.49     |
| 체르마트         | 5,643                   | 242.69   |
| Total            | 28,381                  | 863.8    |

## 인구통계
피스프의 인구(2020년 12월 기준)는 28,547명이다. 2000년 기준, 인구 대부분인 23,373명(87.2%)이 독일어를 모국어로 사용하고, 포르투갈어가 853명(3.2%)이 두 번째로 많이 사용하고, 이탈리아어가 658명(2.5%)으로 세 번째로 사용된다. 프랑스어를 할 줄 아는 사람은 398명, 로만슈어를 할 줄 아는 사람은 12명이다.
2008년 기준으로 인구의 성별 분포는 남성 49.8%, 여성 50.2%이다. 인구는 10,909명(39.4%)의 스위스 남성과 2,881명(10.4%)의 비스위스계 남성으로 구성되었다. 스위스 여성은 11,353명(41.0%), 비스위스계 여성은 2,528명(9.1%)이었다. 지역 인구 중 14,307명(약 53.3%)이 피스프에서 태어나 2000년에 그곳에 살았다. 같은 주에서 태어난 5,434명(20.3%)이 있었고, 스위스 다른 곳에서 태어난 2,212명(8.2%)이 있었다. 4,191명(15.6%)이 스위스 이외의 지역에서 태어났다.
2000년 기준으로 미혼이며 미혼인 사람은 11,574명이다. 기혼자는 13,177명, 미망인은 1,370명, 이혼한 사람은 698명이었다.
1인 가구는 2,999가구, 5인 이상 가구는 834가구였다. 총 10,682가구 중 1인 가구가 28.1%로 부모와 동거하는 성인은 135가구였다. 나머지 가구 중 자녀가 없는 기혼 부부는 2,616가구, 자녀가 있는 기혼 부부는 3,826가구로 자녀가 있는 편부모는 478가구이다. 혈연관계가 없는 사람이 193가구, 기관이나 집단주택이 435가구였다.
역사적 인구는 다음 차트에 나와 있다.

## 합병과 이름 변경
1972년 10월 1일 아이홀츠(Eyholz)는 피스프 시로 합병되었다. 2007년 1월 1일 자스 알마겔 시정촌은 자스-알마겔로, 자스 발렌 시정촌은 자스-발렌으로, 자스 페는 이름을 자스-페(Saas-Fee)로 변경했다.

## 정치
2007년 연방 선거에서 가장 인기 있는 정당은 67.33%의 득표율을 기록한 CVP였다. 다음으로 가장 인기 있는 세 정당은 SVP (14.7%), SP (10.67%), FDP (5.51%)였다. 이번 연방 총선에서는 총 10,367표가 투표되었고, 투표율은 56.8%였다.
2009년 국무원 선거에서 총 10,034표가 투표되었으며, 그중 702표(7.0%)가 무효표였다. 투표율은 55.2%로 주 평균 54.67%와 비슷한 수준이다. 2007년 스위스 상원의원 선거에서 총 10,281표가 투표되었으며, 그중 350개(3.4%)가 무효였다. 투표율은 56.9%로 주 평균 59.88%와 비슷한 수준이다.

## 종교
2000년 인구 조사에 따르면 22,775명(84.9%)이 로마 가톨릭 신자이고, 1,156명(4.3%)이 스위스 개혁 교회에 속해 있다. 나머지 인구 중 정교회 교인은 495명(인구의 약 1.85%), 크리스찬 가톨릭 교회 교인은 7명(0.03%), 297명이었다. 다른 기독교 교회에 속한 개인(1.11%). 유대인은 6명(0.02%)이었고, 이슬람교는 613명(2.29%), 24명의 불교 신자, 힌두교인 3명과 다른 교회에 속한 9명이다. 433명(1.61%)이 교회에 속하지 않고, 불가지론자 또는 무신론자이며, 1,136명(4.24%)이 질문에 대답하지 않았다.

## 기후
피스프 타운은 연간 평균 78.9일의 비 또는 눈이 내리며 평균 강수량은 599mm이다. 가장 습한 달은 11월로 이 기간 동안 피스프는 평균 70mm의 비나 눈을 내렸다. 이달의 평균 강수일은 7.2일이다. 강수량이 가장 많은 달은 8월로 평균 7.6일이지만, 비나 눈은 42mm에 불과하다. 연중 가장 건조한 달은 9월로 5.3일 동안 평균 강수량이 32mm이다.

## 교육
피스프에서는 인구의 약 9,778명(36.5%)이 비필수 고등 중등교육을 이수했으며, 1,962명(7.3%)이 추가 고등 교육( 대학 또는 응용학문대학)을 마쳤다. 고등 교육을 마친 1,962명 중 65.1%가 스위스 남성, 18.1%가 스위스 여성, 9.8%가 비스위스계 남성, 6.9%가 비스위스계 여성이었다.